# Nadopuna goriva tijekom leta
Nadopuna goriva tijekom leta, (dopuna goriva zrak-zrak) je postupak prebacivanja goriva iz jednog zrakoplova (avion-cisterna) u drugi zrakoplov tijekom samog leta. Postupak omogućuje avionu koji je gorivo primio duži ostanak u zraku. Što je još važnije povećava mu dolet koji sada ovisi jedino o mogućnostima i umoru posade i tehničkim zahtjevima samog aviona (dozvoljeni sati rada motora, potrošnji tekućina u motoru i sl.). Takav zrakoplov ujedno može poletjeti s manje goriva ali više korisnog tereta. U drugim okolnostima lakši zrakoplov (s manje goriva) treba kraću uzletno-sletnu stazu što je često koristio Lockheed SR-71 Blackbird.  
Avio-cisterne su specijalno izrađene u tu svrhu. Troškovi opreme za dopunjavanje gorivom na oba zrakoplova u ovom postupku, kompleksnosti rukovanja opremom i upravljanjem zrakoplova u neposrednoj blizini rezultirao je njegovom primjenom samo u vojnim operacijama, u kojima se danas intenzivno koristi. Na primjer, u zaljevskom ratu, iračkoj invaziji na Kuvajt i iračkom ratu sve koalicijske zračne snage su prije svojih napada gorivo nadopunjavale u zračnom prostoru Kuvajta.

## Povijesni razvoj
Prvo eksperimentalno prebacivanje goriva zrak-zrak dogodilo se 1920.godine. Tijekom sporijeg leta u formaciji je preko običnog crijeva, gorivo koje se nalazilo u ručnom spremniku jednog zrakoplova, pretočeno u direktno u spremnik drugog zrakoplova. Prva dopuna goriva zrak-zrak iz aviona u avion bila je već 27. lipnja 1923., između dva dvokrilca Airco DH-4B Vojnog zračnog servisa SAD-a (preteča Ratnog zrakoplovstva SAD-a. Prvi rekord u trajanju leta su postavila tri DH-4B (dva u ulozi avio-cisterne a jedan kao primatelj)  27. na 28. kolovoza 1923., u kojem je avion-primatelj ostao u zraku više od 37 sata tijekom kojih je 9 puta nadopunjavan s 687 galona avio-benzina i 38 galona motornog ulja. Ista posada prikazala je mogućnosti ovog postupka 25. listopada 1923., kada je s DH-4 letjela iz Sumasa, Washington uz kanadsku granicu prema Tiujanu (Meksiko) sletjevši naposljetku u San Diego. Avion je gorivom tijekom leta nadopunjen iznad Eugenea (Oregon) i Sacramenta (California). 
Godine 1929. grupa američkih vojnih letača ratnog zrakoplovstva, postavlja novi rekord od preko 150 sati leta iznad Los Angelesa s avionom Question Mark. Između 11. lipnja i 4. srpnja 1930., braća John, Kenneth, Albert i Walter Hunter poboljšavaju rekord i lete 553 sati i 40 minuta iznad Čikaga koristeći dva aviona Stinson SM-1 Detroiters , jedan kao cisternu a jedan kao primatelja. 
Dopunjavanje gorivom bio je vrlo opasan proces sve do 1935. godine kada braća Fred i Al Key po prvi puta koriste izvlačivo slobodno crijevo s priključkom (izlivnim naglavkom) na njegovom vrhu, kojeg je osmislio A.D. Hunter. U jednokrilcu Curtiss Robin uspijevaju premašiti rekord braće Hunter za 100 sati leta. 
Alan Cobham iz Velike Britanije kupuje licencu od Davida Nicolsona i Johna Lorda i započinje istraživanja sustava "priključak-konus" (na zrakoplovu primatelju nalazi se fiksni priključak kojim se "lovi" konus na crijevu ispuštenom iz avio-cisterne). Cobham 1934. osniva kompaniju Flight Refuelling i već 1938. koristi automatski sustav za punjenje goriva tijekom leta na zrakoplovima velikim kao leteći brod Short Empire, koristeći kao avio-cisternu Armstrong Whitworth AW.23. Iz Handley Page Harrowa su se redovno puniti gorivom vojni leteći brodovi na transatlantskim letovima. 